# Kengo Kuroki
Kengo Kuroki (japanisch 黒木 謙吾 Kuroki, Kengo; * 6. Juli 1999 in der Präfektur Saitama) ist ein japanischer Fußballspieler.

## Karriere
Kengo Kuroki erlernte das Fußballspielen in der Universitätsmannschaft der Takushoku-Universität. Von September 2021 bis Saisonende wurde er von der Universität an Zweigen Kanazawa ausgeliehen. Der Verein aus Kanazawa spielte in der zweiten japanischen Liga. Hier kam er jedoch nicht zum Einsatz. Nach der Ausleihe wurde Kuroki am 1. Februar 2022 fest von Zweigen unter Vertrag genommen. Sein Zweitligadebüt gab Kengo Kuroki am 6. Juli 2022 (25. Spieltag) im Heimspiel gegen Thespakusatsu Gunma. Bei dem 2:1-Erfolg wurde er in der 90.+4 Minute für Tomonobu Hiroi eingewechselt. In seiner ersten Profisaison kam er auf elf Zweitligaspiele. Nach fünf Zweitligaspielen wechselte er Anfang August 2023 auf Leihbasis zum Drittligisten FC Osaka. Für den Verein, der in der Präfektur Osaka beheimatet ist, bestritt er vier Drittligaspiele. Nach der Ausleihe kehrte er zu Zweitgn zurück. Am Ende der Saison 2023 wurde Zweigen Tabellenletzter der zweiten Liga und musste somit in die dritte Liga absteigen.